# Mannheimer HC
De Mannheimer Hockeyclub 1907 e. V. is een Duitse hockeyclub uit Mannheim.
De club werd in 1907 opgericht en heeft ongeveer 600 leden. De club speelt in de MHC Arena
die plaats biedt aan 1200 toeschouwers.
De club ontstond uit de  Lawn Tennis Clubs Mannheim en in 1912 sloten de heren zich aan bij omnisportvereniging VfR Mannheim en de dames volgden in 1919. Zowel bij de dames als bij de heren speelt het eerste team in de Bundesliga van zowel het veld- als het zaalhockey. De heren wonnen in 2010 de zaaltitel en in 2011 de Europacup zaalhockey.

## Bekende (oud-)spelers
- Mandy Haase